# ライヴ・アット・マッセイ・ホール1971
| 専門評論家によるレビュー | 専門評論家によるレビュー |
| レビュー・スコア         | レビュー・スコア         |
| 出典                     | 評価                     |
| ------------------------ | ------------------------ |
| Allmusic                 | [ 1 ]                    |
| CLUAS                    | (8.5/10)                 |
| LA Daily News            | [ 3 ]                    |
| Music Box                | [ 4 ]                    |
| Okayplayer               | [ 5 ]                    |
| Pitchfork Media          | (8.0/10)                 |
| Robert Christgau         | [ 7 ]                    |
| Rolling Stone            | [ 8 ]                    |
| Uncut                    | [ 9 ]                    |

『ライヴ・アット・マッセイ・ホール1971』（Live at Massey Hall 1971）は、カナダ系アメリカ人ミュージシャン、ニール・ヤングのライヴ・アルバム。2007年にリリースされたこのアルバムは、1971年1月19日にカナダのオンタリオ州トロントにあるマッセイ・ホールで行われた、ヤングのソロ・ツアー『Journey Through the Past Solo Tour』でのソロ・アコースティック・パフォーマンスを収録している。ヤングのアーカイヴス・パフォーマンス・シリーズ第2弾。
カナダでは初週1万1,000枚を売り上げ1位を獲得。アイルランド・チャート9位、全英アルバム・チャート30位、2007年3月31日付ビルボード200では6位にランクインし、57,000枚を売り上げた。後者のチャートには11週間ランクインし、2009年にはFretbaseによって、アコースティック・ギターのシンガー・ソングライターをフィーチャーしたアルバムの中で歴代2位に選ばれた。CDリリースには、コネチカット州ストラトフォードのシェイクスピア・シアターでの公演映像を収録したDVDが付属する。

## セットリスト
その晩の曲目はツアー中の他のコンサートと同じようなものだったが、演奏された曲の大半は聴衆にとってなじみのないものだっただろう。その夜ヤングがセカンド・セットで演奏した18曲のうち、すでにレコードに収録されていたのは8曲だけだった。その中には、ヤングがバッファロー・スプリングフィールドやクロスビー、スティルス、ナッシュ＆ヤングのバンドでレコーディングした曲や、これまでに3枚リリースしたソロ・アルバムのうちの1枚に収録された曲も含まれている。
追加演奏された5曲は、1年後の画期的なアルバム『ハーヴェスト』に収録される（ただし、「A Man Needs a Maid」の歌詞には顕著な違いがある）。1曲の「Bad Fog of Loneliness」は、このリリースで初登場となる。残りの4曲は、その後のヤングの1970年代のアルバムに収録された： 「Love in Mind」と「Journey Through the Past」は1973年のライヴ・アルバム『時は消え去りて』に収録され、「See the Sky About to Rain」は1974年のアルバム『渚にて』に別のアレンジで収録された。「Dance Dance Dance」は1971年2月のクレイジー・ホースのデビュー・アルバムに収録され、1977年のコンピレーション・アルバム『ディケイド』では新しい歌詞で「バラのいたずら」としてリライトされた。 その後、作り直されたバージョンはリンダ・ロンシュタットのヒット曲となった。
多くの曲は、他のアルバムに収録されているライヴ・テイクとほぼ同じ形で収録されている。「Cowgirl in the Sand」、「Don't Let It Bring You Down」、「Down By the River」は『4 Way Street』に収録されているヴァージョンと変わっていない。「Journey Through the Past 」と「Love in Mind」は『時は消え去りて』に収録されている演奏に似ている。「The Needle and the Damage Done」は、スタジオ・アルバム『ハーヴェスト』にライヴ曲として収録されている。

## 収録曲
全曲ニール・ヤング作。.
1. "On the Way Home" – 3:42
2. "Tell Me Why" – 2:29
3. "Old Man" – 4:57
4. "Journey Through the Past" – 4:15
5. "Helpless" – 4:16
6. "Love in Mind" – 2:47
7. "A Man Needs a Maid/Heart of Gold Suite" – 6:39
8. "Cowgirl in the Sand" – 3:45
9. "Don't Let It Bring You Down" – 2:46
10. "There's a World" – 3:33
11. "Bad Fog of Loneliness" – 3:27
12. "The Needle and the Damage Done" – 3:55
13. "Ohio" – 3:40
14. "See the Sky About to Rain" – 4:05
15. "Down by the River" – 4:08
16. "Dance Dance Dance" – 5:48
17. "I Am a Child" – 3:19

## DVD
マッセイホールでのコンサートは撮影されなかった。その代わり、DVDに収録されたヤングの演奏映像は、その3日後にコネチカット州ストラトフォードのシェイクスピア・シアターで行われた公演のもので、マッセイ・ホールの音声がダビングされている。この映像は、オランダのドキュメンタリー映画監督ヴィム・ヴァン・デル・リンデンが1971年に制作したTVドキュメンタリー用に撮影されたもので、オランダでは放送されなかったが、ドイツでは『Swing in mit Neil Young』というタイトルで放送された。特定の曲の演奏映像がない場合、代わりにステージで使用されたオープンリール式テープレコーダーの映像が画面いっぱいに映し出される。
このDVDには、1971年2月に撮影された『ジョニー・キャッシュ・ショー』からの「The Needle and the Damage Done」と「Journey Through the Past」のパフォーマンス（オーディオ・レコーディングの曲と曲の間の間奏で、ヤングは将来のパフォーマンス予定と述べている）、前述の『Swing in mit Neil Young』TVドキュメンタリーからのインタビュー、1997年2月に撮影されたブロークン・アロー・ランチでアーカイヴズ・プロジェクトについて打ち合わせをするヤングの映像も収録されている。

## 1971年のリリース中止
1971年の大部分、ヤングはぎっくり腰による衰弱で療養していた。 (Helpless」のテイクの冒頭で、ピックを落とした後に「前かがみになるのは...あまり楽しくない」と語っている）。この年は、1965年以来初めてヤングの新作スタジオ・アルバムがリリースされない年となった。ライヴ・アルバムのリリースは1971年3月に予定されていた。ライヴ・アルバムは、このライヴの音源だけを収録したものかもしれないし、アーカイヴス第1弾『ライヴ・アット・ザ・フィルモア・イースト』に収録されたものを含むいくつかのライヴの音源を収録したものかもしれない。ヤングによれば 「これは、『アフター・ザ・ゴールド・ラッシュ』と『ハーヴェスト』の間に出すべきアルバムだった。プロデューサーのデヴィッド・ブリッグスは、このアルバムを出すべきだと断固として主張したが、でも私は『ハーヴェスト』のテイクにとても興奮していたし、『ハーヴェスト』を出したかった。今これを聴くと、その理由がよくわかるよ」。最終的にアトランティック・レコードは、ソロ・アルバムの代わりにクロスビー、スティルス、ナッシュ＆ヤングのライヴ・アルバム『4ウェイ・ストリート』を1971年4月7日にリリースした。

## メンバー
- ニール・ヤング - アコースティック・ギター、ピアノ、ヴォーカル

レコーディング・スタッフ
- デヴィッド・ブリッグス - プロダクション、トラッキング・エンジニアリング
- ヘンリー・サスコウスキー - テクニカル・スーパーバイザー
- ジョン・ノウランド - アナログからデジタルへのトランスファー
- ティム・マリガン - 編集、マスタリング
- ジョン・ハウスマン - アシスタント・エンジニアリング
- ハリー・シタム - エンジニアリング

DVD制作スタッフ
- バーナード・シェイキー（ニール・ヤング） - 演出
- L.A.ジョンソン - 制作
- エリオット・ラビノヴィッツ - 製作総指揮
- ウィル・ミッチェル - 製作協力
- ヴィム・ヴァン・デル・リンデン - 撮影
- トシ・オオヌキ（大貫敏行） - 編集、アートディレクション
- ジョエル・バースタイン - アーカイビング、撮影
- リッチ・ウィンター - オーサリング
- ジーモウィット・ダルスキー、チアキ・ダルスキー、マックス・メルバウム - グラフィック制作
- マーク・フォークナー - ドキュメンタリー編集
- アダム・スタージョン - 制作補助
- ヘンリー・ディルツ、ラリー・リンゼイ - 写真撮影y